# Джамаришвили, Джабраил Ревазович
Джабраил (Джаба) Ревазович Джамаришвили (18 августа 1992, Целиноград) — казахстанский футболист, полузащитник.

## Биография
Воспитанник астанинского футбола, первый тренер — Виктор Болатович Балтабаев. В 2010—2012 годах выступал за резервный состав клуба «Локомотив»/«Астана», сыграл 51 матч и забил 7 голов в первенстве дублёров высшей лиги Казахстана.
В 2013 году перешёл в киргизскую «Абдыш-Ату». 11 июня 2013 года в матче с аутсайдером чемпионата «Манасом» (12:0) стал автором четырёх голов. По итогам сезона стал бронзовым призёром чемпионата.
В 2014 году находился в грузинском клубе первой лиги «СТУ» (Грузинский технический университет).
После возвращения в Казахстан играл за клубы первой лиги и более низших дивизионов — «Кызыл-Жар СК» (Петропавловск), «Байтерек» (Астана), «Экибастуз», «СДЮСШОР № 8» (Астана).

## Личная жизнь
По отцовской линии принадлежит к народности бацбийцев, мать — казашка. Отец тоже был спортсменом, занимался дзюдо.